# Віктор Крулак
Віктор Гарольд Крулак (англ. Victor Harold Krulak, 7 січня 1913 — 29 грудня 2008) був нагородженим офіцером Корпусу морської піхоти США, який брав участь у Другій світовій війні, Кореї та В’єтнамі. Крулак, якого інші морські піхотинці вважали провидцем, був автором книги «Перший у бій: погляд зсередини Корпусу морської піхоти США» та батьком 31-го командира Корпусу морської піхоти генерала Чарльза К. Крулака.

## Особисте життя
Крулак народився в Денвері, штат Колорадо, в родині євреїв Бессі (Залл) і Морріса Крулаків. Пізніше він заперечував єврейське походження і стверджував, що був вихований єпископатом. Він був одружений з Емі Чендлер з 1936 року до її смерті в 2004 році. У пари було троє дітей.

## Кар'єра в морські піхоті
Після закінчення Військово-морської академії США 31 травня 1934 року Крулак отримав звання другого лейтенанта Корпусу морської піхоти США. Невисокого зросту, щоб отримати свою комісію, Крулак отримав звільнення; він, тим не менш, був затятим борцем під час навчання у Військово-морській академії, отримавши прізвисько «Брут». У 1936 році лейтенант Крулак був рульовим у невдалому восьмимісному човні ВМС на Олімпійських випробуваннях у Прінстоні, штат Нью-Джерсі.

### Друга Світова війна
На початку Другої світової війни Крулак був капітаном і служив помічником генерала Голланда М. Сміта, командувача десантним корпусом Атлантичного флоту. Він добровільно пішов на парашутну підготовку, і після завершення навчання його відправили в Тихоокеанський район командиром 2-го парашутно-десантного батальйону 1- го десантного корпусу морської піхоти. Він виступив у Велла Лавелла з новозеландцями. 
Будучи підполковником, восени 1943 року він отримав Військово- морський хрест і Пурпурне серце на острові Шуазель, де його батальйон влаштував тижневий диверсійний рейд, щоб прикрити вторгнення на Бугенвіль. Пізніше він приєднався до новосформованої 6-ї дивізії морської піхоти та взяв участь у Окінавській кампанії та капітуляції японських військ у районі Китаю, заслуживши орден Легіону за заслуги зі знаком «V» за доблесть і Бронзову зірку.

### Корейська війна
Крулак служив помічником начальника штабу G-3 Морських сил Тихоокеанського флоту, коли вибухнула Корейська війна, а згодом служив у Кореї начальником штабу 1-ї дивізії морської піхоти, отримавши другий орден Легіону за заслуги з бойовим «V» та повітряна медаль.

### 1956-1959
У липні 1956 року він отримав звання бригадного генерала та призначений помічником командира 3-ї дивізії морської піхоти на Окінаві. З 1957 по 1959 рік він працював директором освітнього центру морської піхоти в Квантіко. У листопаді 1959 року він отримав звання генерал-майора, а наступного місяця прийняв командування рекрутським складом Корпусу морської піхоти в Сан-Дієго.

### В'єтнамська війна

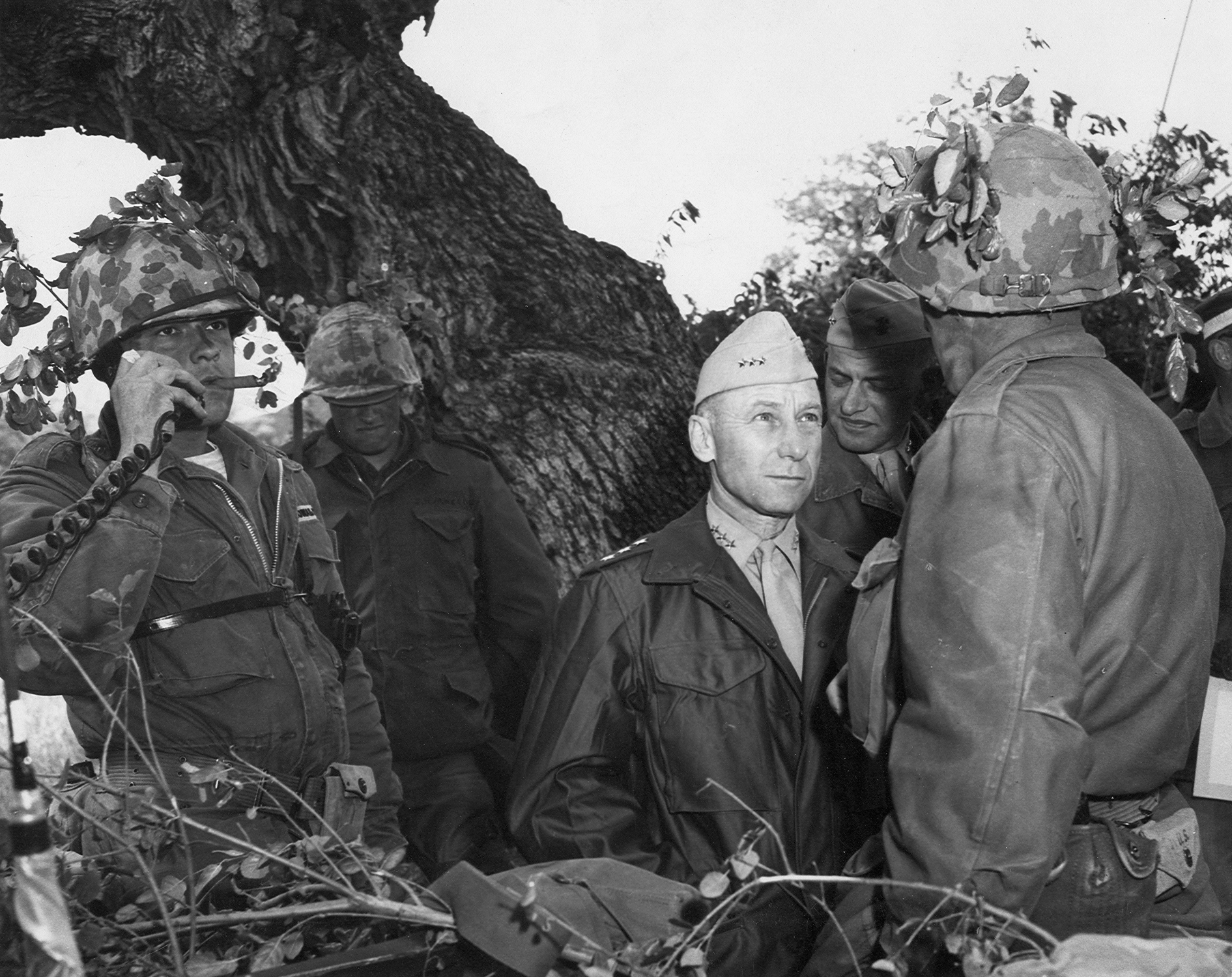
Генерал-лейтенант Крулак на навчаннях у Кемп-Пендлтон, 7 травня 1964 року

З 1962 по 1964 рік Крулак служив спеціальним помічником з боротьби з повстанцями в Організації Об'єднаного комітету начальників штабів; за що генерал Максвелл Д. Тейлор, голова Об'єднаного комітету начальників штабів, нагородив його третім орденом Легіону за виняткові заслуги. У цей період американські військові радники надавали допомогу південнов'єтнамцям у війні проти В'єтконгу. У вересні 1963 року тодішній генерал-майор Крулак і Джозеф Менденхолл, старший офіцер дипломатичної служби, очолили місію Крулак-Менденхолл, місію зі встановлення фактів, щоб дізнатися про хід війни. Крулак сказав, що ситуація була дуже хорошою, і підтримав президента Нго Дінь Дьєма, тоді як Менденхолл стверджував протилежне, що змусило Кеннеді відомим чином запитати пару, чи відвідували вони одну країну. Наприкінці грудня 1963 року новий президент Ліндон Б. Джонсон наказав Крулаку очолити міжвідомчу групу з метою вивчення OPLAN 34A та вибору з неї тих цілей, які Сполучені Штати могли б вразити у Північному В’єтнамі з найменшим ризиком. своїм людям. Це відповідало політиці адміністрації поступового тиску на північнів'єтнамців.

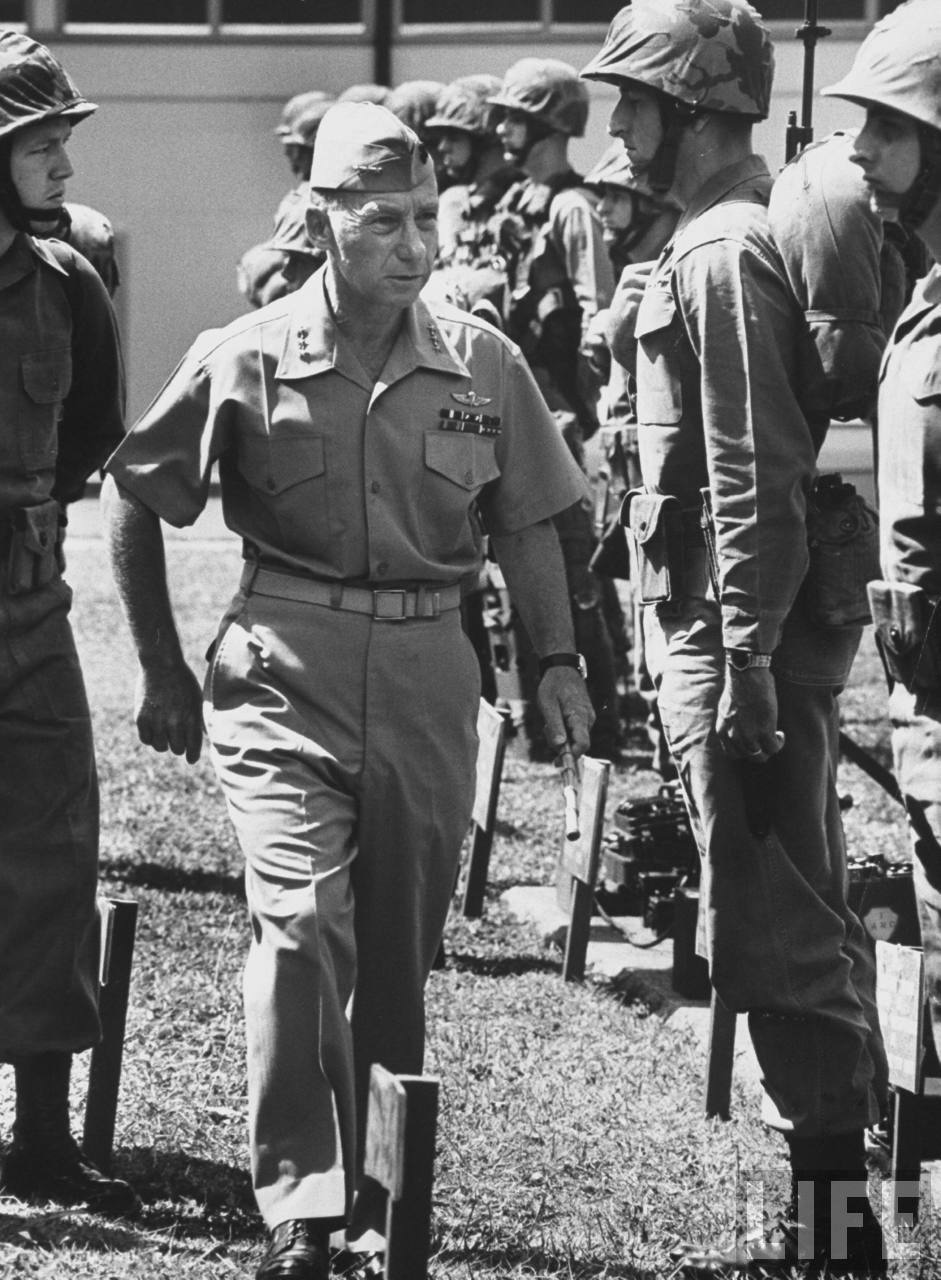
Крулак інспектує морську піхоту з Першої повітряно-морської роти зв'язку зі стрільбою на Гаваях, квітень 1965 року.

1 березня 1964 року Крулака було призначено генералом командувачем Тихоокеанського морського флоту та підвищено до генерал- лейтенанта. Протягом наступних чотирьох років Крулак відповідав за всі підрозділи морської піхоти флоту в Тихому океані, включаючи близько 54 поїздок на театр дій у В’єтнамі. Багато джерел, у тому числі Корам (2010), повідомляють, що база Чу Лай, яка почалася в травні 1965 року, була названа на честь власного китайського імені Крулака.

## Пропаганда стратегічних транспортних засобів
Крулак був першим прихильником використання вертольотів для штурму піхоти. Він також зіграв важливу роль у розробці човнів Хіггінса, які дозволяли висаджувати людей і матеріали на берег під час Другої світової війни.

## Післявійськова кар'єра
Після виходу на пенсію з Корпусу морської піхоти Крулак працював у Copley Newspapers, у тому числі був президентом Copley News Service і віце-президентом Copley Press. Він звільнився з Copley у 1977 році, хоча продовжував працювати в їхній службі новин. Крулак також написав низку книг, у тому числі культову історію Корпусу морської піхоти Першим у бій.

## Почесті
У 2004 році генерал-лейтенант Крулак отримав нагороду видатного випускника Військово-морської академії США, якою вшановують випускників, які «все життя прослужили нації чи збройним силам, зробили значний і видатний внесок у націю через свою державну службу та продемонстрували велику зацікавленість у підтримці ВМС або Корпусу морської піхоти та Військово-морської академії США. Ці люди є втіленням місії Військово-морської академії, щоб забезпечити випускників, які будуть готові «… взяти на себе найвищу відповідальність командування, громадянства та уряду».

## Опубліковані роботи
- First to Fight: View of the U.S. Marines. Simon & Schuster. 1991. ISBN 0-671-73012-6.
- Panama: An Assessment. U.S. Strategic Institute. 1990. ISBN 0-913187-03-8.
- Organization for National Security: A Study. U.S. Strategic Institute. 1983. ISBN 0-913187-00-3.